# Namsigui
Ne doit pas être confondu avec Namsiguia.
Namsigui est une localité située dans le département de Kaya de la province du Sanmatenga dans la région Centre-Nord au Burkina Faso.

## Géographie
Namsigui est situé à 25 km au nord-ouest du centre de Kaya, la principale ville de la région. Le village est à 4 km à l'ouest de la route nationale 15 reliant à Kaya à Kongoussi.

## Éducation et santé
Namsigui accueille un centre de santé et de promotion sociale (CSPS) – proposant de manière pilote des consultations obstétriques post-partum – tandis que le centre hospitalier régional (CHR) se trouve à Kaya.
Le village possède une école primaire publique et le collège privé catholique Sainte-Monique.

## Religion
Namsigui possède une importante église paroissiale, l'église Sainte-Bernadette, rattachée au diocèse de Kaya.